# IC 1029
IC 1029 ist eine Spiralgalaxie vom Hubble-Typ Sb im Sternbild Bärenhüter am Nordsternhimmel. Sie ist schätzungsweise 153 Millionen Lichtjahre von der Milchstraße entfernt.
Das Objekt wurde am 14. Juni 1887 von Guillaume Bigourdan entdeckt.

## IC 1029-Gruppe (LGG 384)
| Galaxie   | Alternativname | Entfernung / Mio. Lj |
| --------- | -------------- | -------------------- |
| NGC 5602  | PGC 51340      | 105                  |
| NGC 5624  | PGC 51568      | 91                   |
| IC 1029   | PGC 51955      | 153                  |
| NGC 5660  | PGC 51795      | 109                  |
| NGC 5673  | PGC 51901      | 99                   |
| NGC 5676  | PGC 51978      | 100                  |
| NGC 5682  | PGC 52107      | 107                  |
| NGC 5689  | PGC 52154      | 102                  |
| NGC 5693  | PGC 52194      | 107                  |
| NGC 5707  | PGC 52266      | 104                  |
| PGC 52263 | UGC 9426       | 109                  |